# 2012년 한국프로야구 포스트시즌
2012 팔도 프로야구 포스트시즌은 10월 8일부터 두산 베어스와 롯데 자이언츠와의 준 플레이오프를 시작으로 11월 1일까지 진행되었다.

## 대진표
|  | 준플레이오프 | 준플레이오프  | 준플레이오프 |  |  | 플레이오프 | 플레이오프    | 플레이오프 |  |  | 한국시리즈 | 한국시리즈    | 한국시리즈 |
|  |              |               |              |  |  |            |               |            |  |  |            |               |            |
|  |              |               |              |  |  |            |               |            |  |  | 1          | 삼성 라이온스 | 4          |
|  |              |               |              |  |  | 2          | SK 와이번스   | 3          |  |  | 2          | SK 와이번스   | 2          |
|  | 3            | 두산 베어스   | 1            |  |  | 4          | 롯데 자이언츠 | 2          |  |  |            |               |            |
|  | 4            | 롯데 자이언츠 | 3            |  |  |            |               |            |  |  |            |               |            |

## 준플레이오프

### 출장자 명단

#### 두산 베어스
- 감독 - 김진욱
- 코치 - 이토 쓰토무, 송재박, 김민호, 정명원, 장원진, 전형도, 권명철, 고마키 유이치
- 투수 - 더스틴 니퍼트, 이용찬, 김선우, 노경은, 김승회, 김상현, 김강률, 홍상삼, 김창훈, 변진수, 스콧 프록터
- 포수 - 양의지, 최재훈
- 내야수 - 윤석민, 이원석, 오재원, 오재일, 최준석, 김재호, 허경민, 최주환
- 외야수 - 김현수, 이종욱, 임재철, 민병헌, 김재환

#### 롯데 자이언츠
- 감독 - 양승호
- 코치 - 권두조, 주형광, 가득염, 박정태, 최기문, 박계원, 조원우, 가쓰자키 고세이
- 투수 - 송승준, 셰인 유먼, 라이언 사도스키, 고원준, 김사율, 정대현, 김성배, 이명우, 강영식, 이승호, 최대성
- 포수 - 강민호, 용덕한
- 내야수 - 조성환, 정훈, 박종윤, 문규현, 박준서, 황재균, 손용석
- 외야수 - 손아섭, 전준우, 홍성흔, 김주찬, 황성용, 김문호

### 경기 기록
| 일시                                                              | 경기  | 원정팀(선공)  | 스코어 | 홈팀(후공)    | 개최 구장             | 개시 시각 | 관중수   | 경기 MVP               |
| ----------------------------------------------------------------- | ----- | ------------- | ------ | ------------- | --------------------- | --------- | -------- | ---------------------- |
| 10월 8일(월)                                                      | 1차전 | 롯데 자이언츠 | 8 - 5  | 두산 베어스   | 서울종합운동장 야구장 | 18시 00분 | 26,000명 | 박준서 (롯데 자이언츠) |
| 10월 9일(화)                                                      | 2차전 | 롯데 자이언츠 | 2 - 1  | 두산 베어스   | 서울종합운동장 야구장 | 18시 00분 | 26,000명 | 용덕한 (롯데 자이언츠) |
| 10월 11일(목)                                                     | 3차전 | 두산 베어스   | 7 - 2  | 롯데 자이언츠 | 사직야구장            | 18시 00분 | 28,000명 | 오재원 (두산 베어스)   |
| 10월 12일(금)                                                     | 4차전 | 두산 베어스   | 3 - 4  | 롯데 자이언츠 | 사직야구장            | 18시 00분 | 20,795명 | 박준서 (롯데 자이언츠) |
| 승리팀 : 롯데 자이언츠, 준플레이오프 MVP : 정대현 (롯데 자이언츠) |       |               |        |               |                       |           |          |                        |

### 1차전
10월 8일 - 서울종합운동장 야구장
| 팀                                                                                             | 1 | 2 | 3 | 4 | 5 | 6 | 7 | 8 | 9 | 10 | R | H  | E | B |
| 롯데 자이언츠 ◄                                                                                | 0 | 0 | 0 | 3 | 0 | 0 | 0 | 2 | 0 | 3  | 8 | 12 | 4 | 7 |
| 두산 베어스                                                                                    | 0 | 0 | 0 | 0 | 4 | 0 | 1 | 0 | 0 | 0  | 5 | 10 | 1 | 3 |
| 승리 투수: 김사율 패전 투수: 김승회 세이브: 정대현 홈런: 롯데 – 박준서 (홍상삼 상대로 8회 2점) |   |   |   |   |   |   |   |   |   |    |   |    |   |   |

- 시구 : 수지 (미쓰에이)
- 1차전 MVP: 롯데 박준서 - 2타수 2안타 2타점 1홈런
- 11경기 연속 포스트시즌 매진
- 롯데 역대 포스트 시즌 한 이닝 최다 실책(3개) 타이기록 (역대 포스트시즌 6번, 준플레이오프 2번)
- 롯데 홍성흔 역대 포스트 시즌 최다 루타(117루타) 신기록 (종전기록: 두산 김동주 - 115루타)
- 롯데 박준서 역대 포스트 시즌 17번째 대타 홈런 (준 플레이오프 통산 5호 홈런)

2년 만에 다시 만난 두 팀의 1차전 선발로 두산은 더스틴 니퍼트가, 롯데는 송승준이 각각 등판하였다.
양 팀은 3회까지 득점을 올리지 못하였으나, 4회초에 홍성흔의 안타와 강민호의 볼넷, 조성환의 진루타로 만든 2사 2,3루에서 황재균, 문규현의 연속 안타와 손아섭의 2루타로 롯데가 3점을 앞서 나갔다.
그러나 두산은 5회말에 임재철이 롯데 2루수 조성환이 평범한 땅볼을 빠뜨리는 실책으로 출루하고, 송승준의 보크로 만들어진 무사 2루에서 양의지의 중견수 앞 안타로 1점을 만회하였다. 그리고 이어진 김재호의 3루 땅볼때 또다시 조성환의 송구 실책으로 1사 2루 상황이 되었을 때 이종욱의 2루타로 1점을 더 만회하였다. 이후 오재원을 범타로 처리하고, 김현수를 고의 볼넷으로 보내며 만든 2사 1,2루에서 송승준의 견제 실책과 윤석민의 적시타로 2점을 뽑아내어 경기는 4:3으로 역전되었다.
7회말에도 두산은 김재호의 안타와 이종욱의 희생 번트로 만든 1사 2루에서 오재원의 중견수 앞 안타로 1점을 추가하여 5:3으로 앞서 나갔다.
그러나 롯데는 8회초에 박종윤이 몸에 맞는 볼로 만든 1사 1루 상황에서 대타 박준서가 두산 홍상삼으로부터 오른쪽 담장을 넘어가는 2점 홈런(비거리 110m)을 뽑아내어 점수는 5:5이 되었다.
이후 양팀은 9회까지 승부를 짓지 못하여 연장전으로 들어갔다. 10회초에 롯데는 용덕한의 2루타와 박준서의 번트 안타로 만든 무사 1,3루에서 황재균의 1타점 2루타로 6:5로 다시 역전하였고, 손아섭의 스퀴즈 번트에 상대 김강률과 오재일의 충돌로 인한 실책으로 2점을 추가해 8:5를 만들었고 10회말에 정대현을 투입하여 그대로 경기를 매조지하였다.

### 2차전
10월 9일 - 서울종합운동장 야구장
| 팀                                                                                             | 1 | 2 | 3 | 4 | 5 | 6 | 7 | 8 | 9 | R | H | E | B |
| 롯데 자이언츠 ◄                                                                                | 0 | 0 | 0 | 0 | 0 | 0 | 1 | 0 | 1 | 2 | 8 | 0 | 3 |
| 두산 베어스                                                                                    | 1 | 0 | 0 | 0 | 0 | 0 | 0 | 0 | 0 | 1 | 7 | 1 | 1 |
| 승리 투수: 강영식 패전 투수: 홍상삼 세이브: 정대현 홈런: 롯데 – 용덕한 (홍상삼 상대로 9회 1점) |   |   |   |   |   |   |   |   |   |   |   |   |   |

- 시구 : 이특 (슈퍼주니어)
- 2차전 MVP: 롯데 용덕한 - 4타수 2안타 1타점 1홈런
- 12경기 연속 포스트시즌 매진
- 롯데 강영식 포스트시즌 최소 투구 승리투수 신기록 (9개) / 준 PO 통산 최다 출장 신기록 13경기
- 롯데 정대현 포스트시즌 최소 투구 세이브 신기록 (3개)
- 두산 홍상삼 준 플레이오프 통산 최다 피홈런 타이 (4개)

2차전 선발로 두산은 노경은이, 롯데는 셰인 유먼이 각각 등판하였다.
1회초부터 두산은 이종욱의 중견수 앞 안타와 오재원의 진루타로 만든 1사 2루의 상황에서 김현수의 중견수 앞 적시타로 먼저 선취점을 올렸다. 이후 경기는 양팀의 선발 투수의 팽팽한 투수전으로 진행되었다.
그러나 롯데는 7회초 1사 후에 황재균, 용덕한, 문규현의 연속 안타로 1:1을 만들었고, 김주찬이 상대 유격수 김재호의 실책으로 1사 만루를 만들었지만, 조성환의 병살타로 역전에 실패하였다.
롯데는 9회초 1사 상황에서 용덕한이 두산 홍상삼으로부터 왼쪽 담장을 넘어가는 1점 홈런(비거리 110m)을 뽑아내어 2:1로 역전하였고 9회말에는 무사 1루 상황에서 정대현을 투입하여 윤석민의 번트 타구를 5-6-4 병살타로 만들고 이원석을 좌익수 뜬공으로 막아내며 경기를 마무리하였다.

### 3차전
10월 11일 - 사직야구장
| 팀 | 1 | 2 | 3 | 4 | 5 | 6 | 7 | 8 | 9 | R | H  | E | B |
| 두산 베어스 ◄                                                                                                  | 3 | 0 | 0 | 0 | 0 | 0 | 4 | 0 | 0 | 7 | 10 | 0 | 6 |
| 롯데 자이언츠                                                                                                  | 0 | 2 | 0 | 0 | 0 | 0 | 0 | 0 | 0 | 2 | 9  | 1 | 4 |
| 승리 투수: 변진수 패전 투수: 라이언 사도스키 홀드: 김창훈 홈런: 두산 – 최준석 (라이언 사도스키 상대로 1회 2점) |   |   |   |   |   |   |   |   |   |   |    |   |   |

- 시구 : 허경환 (개그맨)
- 3차전 MVP: 두산 오재원 - 2타수 1안타 2타점
- 13경기 연속 포스트시즌 매진
- 롯데 라이언 사도스키 준 플레이오프 통산 최다 사구 타이 (3개)
- 롯데 준 플레이오프 홈 경기 7연패

3차전 선발로 두산은 이용찬이, 롯데는 라이언 사도스키가 각각 등판하였다.
두산은 1회초부터 이종욱이 몸에 맞는 볼로 출루하고, 도루와 희생 번트로 만들어진 1사 3루에서 김현수의 적시타로 1:0으로 앞서 나갔고, 최준석이 왼쪽 담장을 넘어가는 2점 홈런(비거리 110m)을 뽑으며 3:0으로 달아났다.
롯데는 2회말에 전준우의 볼넷과 문규현의 안타로 만든 2사 주자 1,3루에서 이용찬의 보크로 1점을 만회했고, 김주찬의 적시타로 1점을 더 추가하면서 3:2를 만들었다.
이후 양팀의 경기는 투수전으로 전개되었다. 하지만 두산은 7회초에 민병헌의 볼넷과 김현수의 안타로 만든 무사 1,3루에서 윤석민의 1타점 적시타와 오재원의 2타점 3루타, 이원석의 1타점 3루 땅볼로 4점을 뽑아내면서 점수차를 벌리며 승부에 쐐기를 박았다.

### 4차전
10월 12일 - 사직야구장
| 팀                                                                              | 1 | 2 | 3 | 4 | 5 | 6 | 7 | 8 | 9 | 10 | R | H  | E | B |
| 두산 베어스                                                                     | 0 | 1 | 1 | 0 | 0 | 0 | 0 | 1 | 0 | 0  | 3 | 7  | 1 | 5 |
| 롯데 자이언츠 ◄                                                                 | 0 | 0 | 0 | 0 | 0 | 0 | 0 | 3 | 0 | 1  | 4 | 12 | 0 | 2 |
| 승리 투수: 정대현 패전 투수: 홍상삼 홈런: 두산 – 윤석민 (고원준 상대로 2회 1점) |   |   |   |   |   |   |   |   |   |    |   |    |   |   |

- 시구 : 송주은 (롯데 자이언츠 신인 선수)
- 4차전 MVP:  롯데 박준서 - 4타수 2안타 1득점
- 준 플레이오프 MVP : 정대현 - 3경기 1승 2세이브
- 롯데 13년 만에 포스트시즌 시리즈 승리 (두산 상대로 포스트시즌 최초 시리즈 승리)
- 두산 14년 만에 준 플레이오프 시리즈 패배 (롯데 상대로 포스트시즌 최초 시리즈 패배)
- 두산 역대 포스트시즌 2번째 끝내기 실책 (준 플레이오프 2번째)
- 롯데 준 플레이오프 홈경기 7연패 마감

4차전 선발로 두산은 김선우가, 롯데는 고원준이 각각 등판하였다.
선취점은 두산이 먼저 올렸다. 두산은 2회초에 윤석민이 왼쪽 담장을 넘어가는 1점 홈런(비거리 120m)을 뽑아내여 1:0을 만들었고, 3회초에도 김재호의 안타와 김현수의 볼넷으로 만든 2사 1,2루에서 다시 윤석민이 1타점 적시타를 뽑으면서 2:0을 만들었다. 그리고 8회초에도 2사 상황에서 최준석의 볼넷으로 출루하고, 임재철의 2루타로 대주자 허경민이 홈인하면서 3:0으로 달아났다.
그러나 롯데는 8회말에 문규현과 김주찬의 연속 안타로 1점을 만회하고, 박준서의 안타 때 김주찬이 홈에서 아웃당하였지만, 손아섭의 안타와 홍성흔의 볼넷으로 만든 1사 만루에서 황성용의 밀어내기 볼넷과 전준우의 희생 플라이로 3:3 동점을 만들었다.
양팀은 승부를 내지 못하여 경기는 연장전으로 다시 들어갔다. 롯데는 10회말에 박준서의 중견수 앞 안타와 손아섭의 희생 번트로 만든 1사 2루에서 두산의 스콧 프록터의 폭투로 2루 주자인 박준서가 3루로 도루를 시도할 때 양의지의 송구가 좌익수 앞으로 빠지면서 홈인하여 4:3으로 역전하며 경기를 끝냈다.
롯데 정대현은 3경기에서 1승 2세이브 평균자책점 0, 4탈삼진을 기록하며 롯데의 플레이오프 진출에 기여하였고, 기자단 투표 53표 중 39표를 얻으면서 준 플레이오프 MVP에 뽑혔다.

## 플레이오프

### 출장자 명단

#### SK 와이번스
- 감독 - 이만수
- 코치 - 이광근, 성준, 김태형, 조웅천, 정경배, 김경기, 한혁수
- 투수 - 송은범, 엄정욱, 윤희상, 이재영, 마리오 산티아고, 박정배, 최영필, 채병용, 정우람, 박희수, 김광현
- 포수 - 이재원, 정상호, 조인성
- 내야수 - 모창민, 김성현, 박진만, 정근우, 최윤석, 최정, 이호준, 박정권
- 외야수 - 김강민, 박재상, 임훈, 조동화

#### 롯데 자이언츠
- 감독 - 양승호
- 코치 - 권두조, 주형광, 가득염, 박정태, 최기문, 박계원, 조원우, 가쓰자키 고세이
- 투수 - 송승준, 셰인 유먼, 진명호, 고원준, 김사율, 정대현, 김성배, 이명우, 강영식, 이승호, 최대성, 이정민
- 포수 - 강민호, 용덕한
- 내야수 - 조성환, 정훈, 박종윤, 문규현, 박준서, 황재균
- 외야수 - 손아섭, 전준우, 홍성흔, 김주찬, 황성용, 김문호

### 경기 기록
| 일시                                                        | 경기  | 원정팀(선공)  | 스코어 | 홈팀(후공)    | 개최 구장         | 개시 시각 | 관중수   | 경기 MVP               |
| ----------------------------------------------------------- | ----- | ------------- | ------ | ------------- | ----------------- | --------- | -------- | ---------------------- |
| 10월 16일(화)                                               | 1차전 | 롯데 자이언츠 | 1 - 2  | SK 와이번스   | 인천SSG랜더스필드 | 18시 00분 | 27,600명 | 김광현 (SK 와이번스)   |
| 10월 17일(수)                                               | 2차전 | 롯데 자이언츠 | 5 - 4  | SK 와이번스   | 인천SSG랜더스필드 | 18시 00분 | 27,600명 | 김성배 (롯데 자이언츠) |
| 10월 19일(금)                                               | 3차전 | SK 와이번스   | 1 - 4  | 롯데 자이언츠 | 사직야구장        | 18시 00분 | 28,000명 | 고원준 (롯데 자이언츠) |
| 10월 20일(토)                                               | 4차전 | SK 와이번스   | 2 - 1  | 롯데 자이언츠 | 사직야구장        | 14시 00분 | 28,000명 | 마리오 (SK 와이번스)   |
| 10월 22일(월)                                               | 5차전 | 롯데 자이언츠 | 3 - 6  | SK 와이번스   | 인천SSG랜더스필드 | 18시 00분 | 24,056명 | 채병용 (SK 와이번스)   |
| 승리팀 : SK 와이번스, 플레이오프 MVP : 정근우 (SK 와이번스) |       |               |        |               |                   |           |          |                        |

### 1차전
10월 16일 - 인천SSG랜더스필드
| 팀 | 1 | 2 | 3 | 4 | 5 | 6 | 7 | 8 | 9 | R | H | E | B |
| 롯데 자이언츠 | 0 | 0 | 0 | 0 | 0 | 1 | 0 | 0 | 0 | 1 | 5 | 0 | 2 |
| SK 와이번스 ◄ | 0 | 1 | 0 | 0 | 0 | 1 | 0 | 0 | X | 2 | 6 | 0 | 3 |
| 승리 투수: 김광현 패전 투수: 셰인 유먼 세이브: 정우람 홀드: 엄정욱, 박희수 홈런: SK – 이호준 (셰인 유먼 상대로 2회 1점) |   |   |   |   |   |   |   |   |   |   |   |   |   |

- 시구 : 윤인성 (SK 와이번스 W클럽 멤버십 회원)
- 1차전 MVP: SK 김광현 - 6이닝 5피안타 10탈삼진 1실점
- 14경기 연속 플레이오프 매진
- SK 김광현, 4년 만에 포스트시즌 승리

1차전 선발로 SK는 김광현이, 롯데는 셰인 유먼이 각각 등판하였다.
선취점은 SK가 올렸다. 2회말에 선두 타자 이호준이 왼쪽 담장을 넘어가는 1점 홈런(비거리 110m)을 뽑아내어 1:0으로 앞서 나갔다. 이후 경기는 양팀의 선발 투수의 팽팽한 투수전으로 전개되었으나 롯데가 6회초에 대타 정훈의 볼넷과 손아섭의 2루타로 1:1 동점을 만들었다.
SK는 이어진 6회말에 박재상의 안타에 이은 도루와 우익수 플라이로 만든 2사 3루에서 박정권의 적시타로 다시 앞서 나갔다. 이후 양팀의 경기는 불펜 투수들의 싸움으로 전개되면서 더 이상의 득점없이 끝났다.
SK 김광현은 삼진 10개를 잡아내는 활약으로 4년 만에 포스트시즌에서 승리하였다. 반면 롯데 셰인 유먼도 호투를 펼쳤지만, 팀 타선의 불발로 패전투수가 되었다.

### 2차전
10월 17일 - 인천SSG랜더스필드
| 팀 | 1 | 2 | 3 | 4 | 5 | 6 | 7 | 8 | 9 | 10 | R | H  | E | B |
| 롯데 자이언츠 ◄ | 0 | 1 | 0 | 0 | 0 | 0 | 3 | 0 | 0 | 1  | 5 | 12 | 1 | 6 |
| SK 와이번스 | 2 | 0 | 0 | 0 | 0 | 2 | 0 | 0 | 0 | 0  | 4 | 10 | 1 | 5 |
| 승리 투수: 김성배 패전 투수: 정우람 세이브: 최대성 홈런: 롯데 – 홍성흔 (윤희상 상대로 2회 1점) SK – 최정 (송승준 상대로 1회 2점) |   |   |   |   |   |   |   |   |   |    |   |    |   |   |

- 시구 : 배수현 (SK 와이번스 치어리더)
- 2차전 MVP: 롯데 김성배 - 2 ⅔이닝 1피안타 2탈삼진 무실점
- 15경기 연속 플레이오프 매진
- 롯데 전준우 플레이오프 한경기 최다 안타(4개) 타이 기록 (역대 플레이오프 통산 20번째 기록)

2차전 선발로 SK는 윤희상이, 롯데는 송승준이 각각 등판하였다.
1차전에 이어 2차전도 SK가 홈런으로 선취점을 올렸다. 1회말 박재상의 좌익수 앞 안타로 만든 1사 상황에서 최정이 좌측 담장을 넘어가는 2점 홈런(비거리 120m)을 뽑아내어 1-0으로 앞서 나갔다.
그러나 롯데는 2회초에 홍성흔이 좌측 담장을 넘어가는 1점 홈런(비거리 115m)으로 1점을 만회하였고, 이후 양팀의 경기는 6회까지 다시 투수전으로 전개되었다.
SK가 6회말에 최정의 안타와 도루, 박정권의 볼넷으로 만든 2사 1,2루에서 조인성의 2타점 적시 2루타로 점수차를 4:1로 벌렸으나 7회초 롯데의 공격에서 전준우의 내야 안타에 이어 황재균이 유격수 실책으로 출루하고 이어진 폭투로 만든 무사 1,3루에서 문규현의 2루수 땅볼과 김주찬의 적시 2루타, 대타 조성환의 중전 안타로 순식간에 4-4 동점을 만들었다.
경기는 9회까지 승부를 내지 못하여 연장으로 들어갔고, 10회초에 롯데는 전준우의 몸에 맞는 볼과 황재균의 안타, 김주찬의 볼넷으로 만든 2사 만루에서 정훈이 밀어내기 볼넷을 얻어내며 5-4로 역전하였고, 10회말에 투입된 롯데 최대성은 박정권과 조인성에게 안타를 맞았으나 뒤이은 타자들을 막아내면서 승리에 기여하였다.

### 3차전
10월 19일 - 사직야구장
| 팀                                                              | 1 | 2 | 3 | 4 | 5 | 6 | 7 | 8 | 9 | R | H | E | B |
| SK 와이번스                                                     | 0 | 0 | 0 | 0 | 0 | 0 | 0 | 1 | 0 | 1 | 5 | 1 | 3 |
| 롯데 자이언츠 ◄                                                 | 2 | 0 | 1 | 0 | 0 | 1 | 0 | 0 | X | 4 | 9 | 0 | 3 |
| 승리 투수: 고원준 패전 투수: 송은범 세이브: 강영식 홀드: 김성배 |   |   |   |   |   |   |   |   |   |   |   |   |   |

- 3차전 MVP: 롯데 고원준 - 5 ⅓이닝 3피안타 4탈삼진 무실점
- 16경기 연속 플레이오프 매진
- SK 박진만 역대 포스트 시즌 최다 실책 타이 기록 (11개)
- SK 최정 역대 포스트 시즌 최다 사구 타이 기록 (11개)

3차전 선발로 SK는 송은범이, 롯데는 고원준이 각각 등판하였다.
롯데는 1회말부터 김주찬의 안타와 도루로 만든 무사 2루에서 박준서와 손아섭의 연속 안타로 먼저 점수를 얻었고, 홍성흔의 3루 땅볼 때 3루 주자 박준서가 아웃되었으나 다음 타자 전준우의 좌익수 앞 적시타로 2:0으로 앞서나갔다.
3회말에도 롯데는 홍성흔이 유격수 박진만의 실책으로 출루하고, 송은범의 보크로 만든 2사 2루에서 강민호의 중견수 앞 적시타로 추가점을 올렸다. 6회말에 황재균의 안타로 만든 2사 1루에서 SK 우익수 조동화가 문규현의 타구를 조명의 영향을 받아 놓치는 바람에 1타점 적시 2루타가 되면서 점수차를 4:0으로 벌렸다.
SK는 8회초 2사 후에 최정이 볼넷으로 출루하고, 이호준의 좌중간 적시 2루타로 1점을 따라갔지만 승부를 뒤집지는 못하였다.

### 4차전
10월 20일 - 사직야구장
| 팀 | 1 | 2 | 3 | 4 | 5 | 6 | 7 | 8 | 9 | R | H | E | B |
| SK 와이번스 ◄ | 0 | 0 | 0 | 0 | 1 | 0 | 1 | 0 | 0 | 2 | 8 | 0 | 4 |
| 롯데 자이언츠 | 0 | 0 | 0 | 0 | 0 | 0 | 0 | 0 | 1 | 1 | 6 | 1 | 3 |
| 승리 투수: 마리오 산티아고 패전 투수: 이정민 세이브: 정우람 홀드: 박희수 홈런: 롯데 – 홍성흔 (정우람 상대로 9회 1점) |   |   |   |   |   |   |   |   |   |   |   |   |   |

- 시구 : 임시완 (제국의 아이들)
- 4차전 MVP: SK 마리오 산티아고 - 6이닝 4피안타 6삼진 무실점
- 17경기 연속 플레이오프 매진
- SK 정근우 포스트 시즌 한 경기 최다 출루 타이 기록 (5개)

4차전 선발로 SK는 마리오 산티아고가, 롯데는 진명호가 각각 등판하였다.
양팀은 1회초부터 4회까지 투수전으로 승부하였다. SK는 1회초에 정근우의 안타와 박재상의 볼넷, 최정의 희생 번트로 만든 1사 2,3루에서 정근우의 본헤드 플레이로 점수를 얻지 못하였고 3회초에도 조동화의 안타와 정근우의 볼넷, 이호준의 유격수 실책으로 만든 2사 만루에서 득점을 올리지 못하였다. 롯데도 4회말에 손아섭의 2루타와 강민호의 볼넷으로 만든 2사 1,2루에서 득점을 올리지 못하였다.
SK는 5회초에 정근우의 안타와 박재상의 우익선상 적시 2루타로 1-0으로 앞서 나갔고, 7회초에 또다시 정근우의 2루타와 도루로 만든 1사 3루에서 최정의 적시타로 점수가 2:0이 되었다.
롯데는 9회말에 홍성흔이 정우람으로부터 가운데 담장을 넘기는 1점 홈런(비거리 120m)을 뽑으며 1점을 따라갔지만, 경기를 뒤집지 못하였다.
SK 선발 투수 마리오 산티아고는 30km에 가까운 구속차를 보이는 완급 조절로 롯데 타선을 무실점으로 막으며 팀 승리에 기여하였다.

### 5차전
10월 22일 - 인천SSG랜더스필드
| 팀                                                              | 1 | 2 | 3 | 4 | 5 | 6 | 7 | 8 | 9 | R | H | E | B |
| 롯데 자이언츠                                                   | 0 | 3 | 0 | 0 | 0 | 0 | 0 | 0 | 0 | 3 | 7 | 2 | 5 |
| SK 와이번스 ◄                                                   | 0 | 2 | 0 | 1 | 2 | 0 | 1 | 0 | X | 6 | 8 | 2 | 3 |
| 승리 투수: 채병용 패전 투수: 송승준 세이브: 정우람 홀드: 박희수 |   |   |   |   |   |   |   |   |   |   |   |   |   |

- 시구 : 최나연 (골프 선수)
- 5차전 MVP: SK 채병용 - 4이닝 1피안타 5삼진 무실점
- 플레이오프 MVP: SK 정근우 - 타율 0.444, 18타수 8안타
- 롯데 홍성흔 역대 플레이오프 최다 타점 신기록 (22타점)
- SK 최정 역대 포스트 시즌 최다 사구 신기록 (12개)
- SK, 6년 연속 한국시리즈 진출

5차전 선발로 SK는 김광현이, 롯데는 셰인 유먼이 각각 등판하였다.
선취점은 롯데가 먼저 올렸다. 롯데는 2회초에 박준서의 안타와 황재균의 번트로 만든 1사 2루에서 김광현의 견제 실책으로 주자가 3루까지 진루했고, 문규현의 중견수 희생 플라이로 1점을 올린 뒤 김주찬의 안타와 도루로 만든 2사 2루에서 조성환의 1타점 적시타와 손아섭의 내야 안타와 홍성흔의 안타로 3:0으로 앞서 나갔다.
그러나 SK는 2회말에 박정권의 안타와 김강민의 2루타로 만든 1사 2,3루에서 대타 조인성의 적시타로 3:2로 따라갔고, 4회말에는 박정권의 2루타로 만든 1사 2루에서 김강민의 타구를 2루수 박준서가 뒤로 빠트리면서 2루 주자가 득점하면서 경기를 원점으로 만들었다. 5회말에는 박진만의 안타와 정근우의 희생 번트로 만든 1사 2루에서 박재상의 1타점 적시 3루타로 역전에 성공하고, 최정의 몸에 맞는 볼로 만든 2사 1,3루에서 최정이 도루할 때 롯데의 실책이 나오면서 5:3으로 역전하였다.
SK는 7회말에도 박진만과 정근우의 안타와 박재상의 희생 번트, 최정의 고의 사구로 만든 1사 만루에서 대타 이재원의 우익수 희생 플라이로 1점을 추가하였다.
이로써 SK는 한국 프로 야구 사상 최초로 6년 연속 한국시리즈 진출이라는 대기록을 달성했고, SK 정근우는 기자단 투표 66표 중 23표를 얻어 플레이오프 MVP에 뽑혔다. 반면 롯데는 먼저 3점을 얻고도 결정적인 실책으로 13년만의 한국시리즈 진출에 실패하였다.

## 한국시리즈
한국시리즈에서는 삼성 라이온즈와 SK 와이번스가 3년 연속으로 7전 4선승제 대결을 펼친다.

## 중계 일정
2012년 한국 프로 야구 포스트시즌은 다음과 같은 방송사로부터 중계방송될 예정이다.

### TV 중계

#### 준플레이오프
- 1차전(10월 8일)
  - MBC 캐스터:한광섭 해설:허구연

- 2차전(10월 9일)
  - KBS2 캐스터:김현태 해설:이용철

- 3차전(10월 11일)
  - SBS ESPN 캐스터:윤성호 해설:김정준, 안경현
  - KBSN Sports 캐스터:권성욱 해설:하일성
  - MBC SPORTS+ 캐스터:한명재 해설:허구연
  - XTM 캐스터:임용수 해설:이효봉

- 4차전(10월 12일)
  - MBC 캐스터:한광섭 해설:허구연

#### 플레이오프
- 1차전(10월 16일)
  - SBS 캐스터:박찬민 해설:양준혁

- 2차전(10월 17일)
  - KBS2 캐스터:유지철 해설:이용철

- 3차전(10월 19일)
  - MBC 캐스터:한광섭 해설:허구연

- 4차전(10월 20일)
  - KBS2 캐스터:김현태 해설:이용철

- 5차전(10월 22일)
  - SBS 캐스터:박찬민 해설:양준혁

### 라디오 중계

#### 준플레이오프
- 1차전(10월 8일)
  - 원음방송
  - 부산MBC 캐스터 : 박기홍 해설 : 최효석
  - KNN 캐스터 : 현승훈 해설 : 이성득

- 2차전(10월 9일)
  - 원음방송
  - 부산MBC 캐스터 : 박기홍 해설 : 최효석
  - KNN 캐스터 : 현승훈 해설 : 이성득

- 3차전(10월 11일)
  - 부산MBC 캐스터 : 김동현 해설 : 최효석
  - KNN 캐스터 : 현승훈 해설 : 이성득

- 4차전(10월 12일)
  - 부산MBC 캐스터 : 김동현 해설 : 최효석
  - KNN 캐스터 : 현승훈 해설 : 이성득

#### 플레이오프
- 1차전 (10월 16일)
  - 원음방송
  - KBS 라디오
  - 부산MBC 캐스터 : 김동현 해설 : 최효석
  - KNN 캐스터 : 현승훈 해설 : 이성득
- 2차전 (10월 17일)
  - 원음방송
  - 부산MBC 캐스터 : 김동현 해설 : 최효석
  - KNN 캐스터 : 현승훈 해설 : 이성득
- 3차전 (10월 19일)
  - 원음방송
  - 부산MBC 캐스터 : 박기홍 해설 : 최효석
  - KNN 캐스터 : 현승훈 해설 : 이성득
- 4차전 (10월 20일)
  - 원음방송
  - 부산MBC 캐스터 : 박기홍 해설 : 최효석
  - KNN 캐스터 : 현승훈 해설 : 이성득
- 5차전 (10월 22일)
  - 원음방송
  - 부산MBC 캐스터 : 김동현 해설 : 최효석
  - KNN 캐스터 : 현승훈 해설 : 이성득

## 같이 보기
- 2012년 한국프로야구
- 2012년 한국시리즈